# 麥呆的劈腿日記
《麥呆的劈腿日記》（英語：A Tale Of Two-Timer），為2017年緯來電視網與和駿文創製作的電視電影。於2016年10月14日開鏡。由SpeXial-子閎、林盈臻、陳庭萱、楊銘威主演 。

## 播出時間

### 首播
| 頻道       | 所在地 | 開播日期     | 播放時間  |
| ---------- | ------ | ------------ | --------- |
| 緯來電影台 | 臺灣   | 2017年1月1日 | 週日21:00 |

## 演員列表

### 主要演員
| 演員         | 角色   | 介紹             |
| SpeXial-子閎 | 麥威   | 劈腿男主角       |
| 大元         | 可倩   | 被劈前女友       |
| 李依瑾       | 可倩   | 整形前的可倩     |
| 陳庭萱       | 彭唯唯 | 被劈霸氣現任女友 |
| 楊銘威       | 李達德 | 隱藏劈腿男       |

### 其他演員
| 演員   | 角色           | 介紹                                                      |
| 王俐人 | 秋姐           | 麥威爸爸外遇的對象。                                      |
| 馬曉豪 | 羅伯俊（阿俊） | 麥呆的朋友，是個花心大蘿蔔，曾背叛麥威和可倩交往          |
| 焦曼婷 | 王凱莉         | 達德在南部的女朋友，被達德劈腿。                          |
| 楊少文 |                | 唯唯、雲雲的爸爸，同時也是公司的老闆。                    |
| 劉爾金 | 麥宏幹         | 麥威的爸爸，生前搞外遇。                                  |
| 劉曉憶 | 月娘           | 麥威的媽媽，因發現麥威的爸爸外遇而打擊太大,造成記憶衰退。 |
| 寶兒   | 彭雲雲         | 彭唯唯的妹妹，達德在北部的女友，被達德劈腿。              |
| 羅北安 | 天神           |                                                           |
| 大飛   | 蔡景源         | 抓到偷走麥威背包小偷的警察                                |

## 外部連結
- 官方網站（页面存档备份，存于）

## 作品的變遷
| 緯來電影台 周日21：00   | 緯來電影台 周日21：00       | 緯來電影台 周日21：00 |
| ----------------------- | --------------------------- | --------------------- |
|                         | 麥呆的劈腿日記 2017年1月1日 |                       |
| 愛我請回頭 2016年4月3日 | 我的禮物 2017年1月22日      |                       |